# Iosif Igelström
Otto Heinrich Igelström, in Russia noto come Осип Андреевич Игельстром (Osip Andreevič Igel'strom) o Иосиф Игельстрём (Iosif Igel'strëm) (Livonia, 7 maggio 1737 – Garsden, 18 febbraio 1823), è stato un generale russo.
Era figlio del Landmarschall del Governatorato di Livonia Gustav Henrik Freiherr von Igelström, ed apparteneva ad una nobile famiglia svedese stabilitasi in Livonia nel XIII secolo; suo nipote fu Kostantin Igelström.
Otto fu educato a Riga e all'Università di Lipsia in Germania. Nel 1753 entrò come ufficiale dell'esercito russo e partecipò alla Guerra Russo-Turca del 1768. Fu nominato signore di Unipiha e Meeri in Livonia.
Comandò il contingente russo d'occupazione in Crimea nel 1784 contro il khan Shakin Girey, che venne fatto prigioniero. Pur essendo di origine svedese partecipò alla Guerra Russo-Svedese nel corpo del generale Samuel Greig e alla Pace di Värälä. Venne anche nominato Comandante delle Armate di Finlandia e governatore di Pskov, Ufa e Černihiv.
Diventato comandante delle truppe russe in Polonia, non riuscì a sedare la rivolta di Varsavia del 1794 e fu destituito.